# Millers de Minneapolis (baseball)
Pour les articles homonymes, voir Millers de Minneapolis.

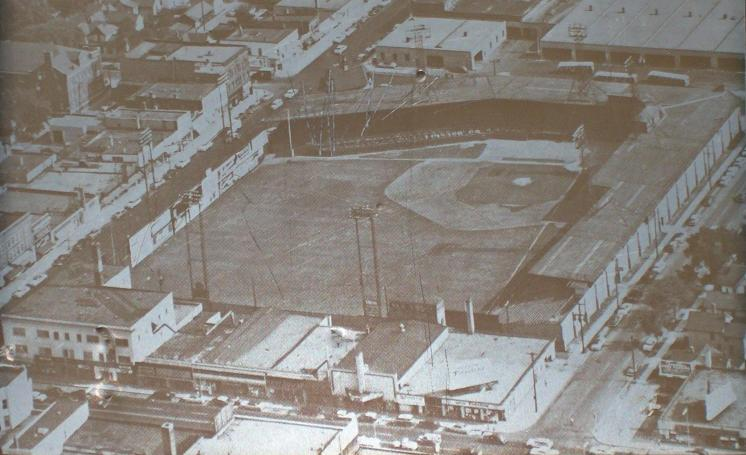
Le Nicollet Park, domicile des Millers de Minneapolis.

Les Millers de Minneapolis (Minneapolis Millers en anglais) sont un ancien club américain de baseball mineur basé à Minneapolis, dans l'État du Minnesota. Si l'équipe a passé la majeure partie de son existence, de 1902 à 1960, en Association américaine, plusieurs incarnations de l'équipe ont évolué au XIXe siècle dans différentes autres ligues telles que la Ligue du Nord-Ouest (Northwestern League) ou la Ligue de l'Ouest (Western League).
Les Millers ont joué leurs matches à domicile au Nicollet Park puis à l'Athletic Park.